# Hao Pei-chih
Dans ce nom chinois, le nom de famille, Hao, précède le nom personnel Pei-chih.
Pour les articles homonymes, voir Hao (homonymie).
Hao Pei-chih (chinois traditionnel : 郝培芝 ; pinyin : Hǎo Péizhī), aussi connue sous son prénom occidental Clémentine Hao, née en 1969, est une politologue taïwanaise.
Elle occupe notamment le poste de représentante du bureau de représentation de Taipei en France à partir de 2024.

## Biographie
Née vers 1969, Hao Pei-chih étudie à l'université nationale de Taïwan. Elle y préside l'association des élèves et fait partie des premiers mouvements étudiants en marge de la démocratisation taïwanaise amorcée dans les années 1980. Elle fait notamment partie d'un mouvement étudiant en mars 1989, où un groupe de 200 universitaires se rendent au Yuan exécutif afin de demander la révision d'un amendement.
Après avoir été diplômée dans le cadre de son premier cursus universitaire, elle part étudier en France la science politique à partir de 1996, entrant en 1997 à l'université Paris 1 Panthéon-Sorbonne où elle obtiendra à terme son doctorat en science politique,. Son mémoire porte sur les relations de l'Union européenne avec Taïwan, la Chine, et plus généralement l'Asie.
Après ses études, elle retourne à Taïwan exercer en tant que professeur à l'université nationale de Taïwan, au département des affaires publiques. Ses travaux de recherche sont notamment liés aux élections politiques françaises et à son régime semi-présidentiel. De 2007 à 2009, elle est membre du comité consultatif du Conseil des Affaires continentales (en).
En plus de son parcours académique, elle exerce dans la fonction publique sous la présidence de Tsai Ing-wen, notamment en tant que présidente de l'agence gouvernementale du Yuan des Examens de la Commission de protection et formation de la fonction publique (Civil Service Protection and Training Commission) et de l'École nationale d'administration (National Academy of Civil Service).
En 2024, elle fait son retour en France, succédant à Wu Chih-chung à la tête du bureau de représentation de Taipei en France le 1er septembre ; elle est la première femme à accéder à ce poste dans l'histoire de l'institution.